# Szczur palmowy
Szczur palmowy (Rattus palmarum) – endemiczny gatunek ssaka z podrodziny myszy (Murinae) w obrębie rodziny myszowatych (Muridae), występujący wyłącznie na archipelagu Nikobarów.

## Zasięg występowania
Szczur palmowy występuj na wyspach Wielki Nikobar i Kar Nikobar, należących do archipelagu Nikobarów, w Indiach.

## Taksonomia
Gatunek po raz pierwszy zgodnie z zasadami nazewnictwa binominalnego opisał w 1869 roku austriacki przyrodnik Johann Zelebor nadając mu nazwę Mus palmarum. Holotyp pochodził z Kar Nikobar, z archipelagu Nikobarów, w Indiach. 
R' palmarum nie został uwzględniony w żadnych ostatnich badaniach filogenetycznych, ale może być powiązany z R. tiomanicus na podstawie morfologii i prawdopodobnie z R. burrus. Autorzy Illustrated Checklist of the Mammals of the World uznają ten takson za gatunek monotypowy.

### Etymologia
- Rattus: łac. rattus „szczur”[8].
- palmarum: łac. palmarum „palmowy, z palmy”, od palma „palma”[9].

## Morfologia
Jest to duży szczur, osiąga długość ciała 225–240 mm, długość ogona 220–231 mm, długość tylnej stopy 48 mm. Brak szczegółowych danych dotyczących masy ciała. Ma brunatną, szorstką sierść na grzbiecie i biały spód ciała. Jest podobny do pokrewnego szczura nikobarskiego (Rattus burrus), z którym występuje wspólnie na Wielkim Nikobarze.

## Ekologia
Jest to zwierzę nocne, nadrzewne. Występuje w tropikalnych lasach deszczowych, wśród namorzynów i w koronach palm. Spotykany na wysokości od 50 do 150 m n.p.m.

## Populacja
Szczur palmowy jest uznawany za gatunek narażony na wyginięcie, ze względu na ograniczony zasięg występowania. Szczury te występują na obszarze mniejszym niż 1200 km². Nie jest znana liczebność populacji ani trend jej rozwoju. Rozbudowa siedzib ludzkich po zniszczeniach spowodowanych tsunami z 2004 roku może grozić ich siedliskom, ale równocześnie rozwój plantacji palm kokosowych może przynieść korzyści temu gatunkowi. Nie jest chroniony, ustawa o ochronie przyrody z 1972 roku uznaje go za szkodnika.